# Asesino
De metalband Asesino is de afstammeling van Brujeria gitarist Asesino, die leden heeft van de bands Brujeria en Static-X. De muziek gelijkt op dat van Brujeria, Asesina speelt death/grind en Asesino doet nog al eens live covers van Slayer met name "Angel Of Death" en "Reign In Blood".  Net zoals bij Brujeria, zijn alle teksten volledig in het Spaans en hebben ze dezelfde onderwerpen zoals de dood, geweld en perversiteit.

## Artiesten
- Asesino (of Dino Cazares) - gitarist
- Maldito X - bassist, vocalist
- Sadistico - drummer

## Vorige leden
- Grenudo - drummer

## Discografie
- 2002 - Corridos De Muerte
- 2006 - Cristo Satanico